# Neophlepsius gracilis
Neophlepsius gracilis är en insektsart som beskrevs av Henry Fairfield Osborn 1923. Neophlepsius gracilis ingår i släktet Neophlepsius och familjen dvärgstritar. Inga underarter finns listade i Catalogue of Life.